# Kapitan Ameryka (film 1990)
Kapitan Ameryka (ang. Captain America) – amerykański film przygodowy z 1990 roku w reżyserii Alberta Pyuna, oparty na przygodach superbohatera komiksów Marvela. Film otrzymał PG-13 z Motion Picture Association of America.

## Fabuła
W 1936 w faszystowskich Włoszech rząd porywa chłopca od jego rodziny, którą następnie zabija, aby zachować tajemnicę operacji. Chłopiec jest potrzebny do eksperymentalnego projektu stworzenia faszystowskiego superżołnierza. Dr Vaselli (Carla Cassola) porzuca projekt i pod osłoną nocy ucieka do USA, aby zaoferować swoje usługi Amerykanom.
Siedem lat później rząd amerykański wybiera wolontariusza Steve’a Rogersa, lojalnego Amerykanina, który jest wyłączony z projektu ze względu na polio. Formuła z powodzeniem przekształca Rogersa w superbohatera, ale żaden superżołnierz nie może być stworzony z pomocą wzoru, który przechowywała w głowie dr Vaselli, gdyż zostaje zamordowana przez nazistowskich szpiegów. Tymczasem włoski chłopiec stał się znany jako Red Skull i planuje wysłać rakiety w Biały Dom. Rogers przyjmuje imię Kapitana Ameryki i wyrusza w celu pokonania Czaszki i dezaktywowania rakiet.

## Obsada
- Matt Salinger – Steve Rogers / Kapitan Ameryka
- Ronny Cox – Prezydent Tom Kimball
- Scott Paulin – Czerwona Czaszka
- Ned Beatty – Sam Kolawetz
- Darren McGavin – Generał Fleming
- Michael Nouri – Pułkownik Louis
- Kim Gillingham – Bernice Stewart / Sharon
- Melinda Dillon – Pani Rogers
- Bill Mumy – Młody Generał Fleming
- Francesca Neri – Valentina de Santis

## Produkcja
Zdjęcia kręcono w Los Angeles i Chorwacji (Dubrownik, Zagrzeb, Rovinj).

## Wersja polska

### Wersja VHS
- Dystrybucja: VIM
- Lektor: Janusz Kozioł

Źródło: